# Draquila - L'Italia che trema
Draquila - L'Italia che trema è un documentario del 2010 prodotto, sceneggiato e diretto da Sabina Guzzanti, che torna al giornalismo d'inchiesta dopo Viva Zapatero!. È stato proiettato in anteprima esclusiva il 5 maggio in Piazza Duomo all'Aquila, a 13 mesi dal sisma. Il 6 maggio 2010 nel talk show AnnoZero vengono mostrate in anteprima alcune scene tagliate del film. È stato presentato fuori concorso al Festival di Cannes il 13 maggio.
Il titolo è stato scelto tra le diverse proposte presentate dai lettori del blog dell'artista.

## Trama
Partendo dal terremoto dell'Aquila del 2009, il documentario indaga la politica dell'emergenza e del grande evento gestita dalla Protezione Civile, dipinta come un parastato operante al di sopra della legge. Nel film, la regista Sabina Guzzanti non risparmia critiche all'operato del governo italiano, in particolar modo al premier Silvio Berlusconi e al funzionario Guido Bertolaso, che a dire della regista avrebbero pensato a creare una società per azioni attorno alla stessa Protezione Civile; viene anche denunciata l'invisibilità e l'inefficienza dell'opposizione di centro-sinistra. Tuttavia il film è basato sulle testimonianze della popolazione, che mostrano come fosse loro vietato di potersi riunire o discutere o partecipare attivamente alla ricostruzione.

## Reazioni
Il Ministero per i Beni e le Attività Culturali Sandro Bondi ha rifiutato l'invito al Festival di Cannes con «rincrescimento e sconcerto» poiché «la partecipazione di una pellicola di propaganda, Draquila» avrebbe offeso «la verità e l'intero popolo italiano». Del declino dell'invito si sono occupate anche la stampa francese e britannica. La Guzzanti ha dichiarato che «il ministro Bondi, a dire il vero, non era stato neanche invitato» e di «aver letto che lui non ha visto neppure il film e se lo è fatto solo raccontare. E questo mi fa provare ancora di più una profondissima vergogna della figura terribile che il nostro Paese fa all'estero grazie a questo nostro governo». Inoltre ha ironicamente reso grazie al governo italiano per la pubblicità involontaria al documentario: «Mi sono detta, se sono intelligenti fanno finta di niente. Invece ci hanno fatto pubblicità gratuita. Abbiamo pensato anche di mandare a Bondi una cassa di champagne. Una cosa davvero strana questo loro comportamento perché tutto gli si può dire, ma sono sicuramente competenti in quanto a comunicazione».
Il quotidiano francese Le Monde ha definito il film un pamphlet politico in cui la regista, presa dalla rabbia di dimostrare le sue tesi, ha sacrificato alcuni aspetti importanti della realizzazione del film, senza però perdere in ardore. Afferma infatti che «Le dossier à charge est épais, et fait se dresser les cheveux sur la tête» («Il dossier è corposo e fa drizzare i capelli»), aggiungendo però che «Ce cinéma à l'estomac manque souvent de précision et de rigueur, digresse à n'en plus finir, se laisse emporter par la fièvre, au risque de voir ces approximations se retourner contre lui» («Questo cinema viscerale manca sovente di precisione e di rigore, fa digressioni a non finire, si lascia trascinare dalla febbre, al rischio di vedere le sue stesse approssimazioni che gli si ritorcono contro»).